# Shawn King
Shawn Ethelbert King (ur. 6 czerwca 1982 w Gasparillo) – koszykarz reprezentujący Saint Vincent i Grenadyny, występujący na pozycji środkowego.
8 listopada 2016 został zawodnikiem BM Slam Stali Ostrów Wielkopolski. 6 września 2017 podpisał umowę ze słoweńskim Primorskiem. 20 sierpnia 2018 podpisał, po raz kolejny w karierze, umowę z BM Slam Stalą Ostrów Wielkopolski.
26 lipca 2019 dołączył do francuskiego Denain ASC Voltaire, występującego w lidze Pro-B (II klasa rozgrywkowa we Francji).
12 sierpnia 2020 po raz kolejny w karierze został zawodnikiem Agred BM Slam Stal Ostrów Wielkopolski. 11 stycznia 2021 opuścił klub.

## Osiągnięcia
Stan na 12 marca 2022, na podstawie, o ile nie zaznaczono inaczej.

### NCAA
- Uczestnik turnieju NCAA (2007, 2008)
- Zaliczony do:
  - II składu All-Summit (2008)
  - składu All-Newcomer (2007)

### Drużynowe
- Mistrz:
  - Białorusi (2011)
  - Estonii (2016)
- Wicemistrz II Ligi Adriatyckiej (2018)
- Brązowy medalista mistrzostw:
  - Polski (2017)[9]
  - Słowenii (2018)
- Zdobywca pucharu:
  - Słowenii (2018)
  - pucharu Polski (2019)[10]
- Uczestnik rozgrywek EuroChallenge (2010/11, 2012/13)

### Indywidualne
(* – nagrody przyznane przez portal eurobasket.com)
- MVP:
  - sezonu ligi:
    - polskiej (2017)[11]
    - słoweńskiej (2009, 2010)
    - białoruskiej* (2011)[12]

  - meczu gwiazd ligi:
    - słoweńskiej (2009)[13]
    - białoruskiej (2011)[12]

  - miesiąca:
    - ligi ukraińskiej (październik 2011–marzec 2012)
    - PLK (luty 2017)[14]
- Najlepszy:
  - zawodnik PLK w obronie (2017 według dziennikarzy)[15]
  - środkowy ligi*:
    - białoruskiej (2011)[12]
    - ukraińskiej (2012)[16]
    - francuskiej (2015)[17]

  - obcokrajowiec ligi*:
    - białoruskiej (2011)[12]
    - francuskiej (2015)[17]
- Zaliczony do:
  - I składu*:
    - ligi:
      - białoruskiej (2011)[12]
      - ukraińskiej (2012)[16]
      - francuskiej (2015)[17]
      - PLK (2017)[18]

    - defensywnego ligi słoweńskiej (2010)[19]
    - obcokrajowców ligi:
      - słoweńskiej (2010)[19]
      - białoruskiej (2011)[12]
      - ukraińskiej (2012)[16]
      - francuskiej (2015)[17]

  - II składu ligi słoweńskiej (2009, 2010)*[13][19]
  - III składu EBL (2019 – przez dziennikarzy)[20]
- Uczestnik meczu gwiazd ligi:
  - słoweńskiej (2009, 2010)[13][19]
  - białoruskiej (2011)[12]
- Lider w:
  - zbiórkach ligi:
    - słoweńskiej (2009, 2010)[13][19]
    - VTB (2011)
    - polskiej (2017, 2019)[21]
    - francuskiej (2015 – 9,7)[22]

  - blokach ligi:
    - VTB (2011)
    - słoweńskiej (2009, 2010)[13][19]
    - białoruskiej (2011)[12]
    - polskiej (2017)[21]
    - francuskiej (2015 – 1,8)[22]

### Reprezentacja
- Uczestnik mistrzostw Karaibów (2015 – 6. miejsce)